# Schwarzenborn (Eifel)
Schwarzenborn is een plaats in de Duitse deelstaat Rijnland-Palts, en maakt deel uit van de Landkreis Bernkastel-Wittlich.
Schwarzenborn telt 57 inwoners.

## Bestuur
De plaats is een Ortsgemeinde en maakt deel uit van de Verbandsgemeinde Wittlich-Land.

## Geboren
Beeldhouwer Matthias Zens is geboren in Schwarzenborn.